# Dot (peix)
|  | Per a altres significats, vegeu «pàmpol vairó». |

El dot, el famfre, la gerna, xerna, la gernera, el gratasoldats, el pàmpol rascàs, el rascàs o el mero de fons (Polyprion americanus) és un peix de l'ordre dels perciformes, molt semblant a l'anfós, que pot atènyer els 2 m de longitud i pesar 50 kg.

## Morfologia
- Talla màxima de 200 cm, comuna fins a 80 cm.
- Cos robust i una mica comprimit.
- Escates bastant petites molt rugoses (ctenoides).
- Línia lateral simple i ben visible amb 90 a 114 escates.
- Cap ben desenvolupat.
- Boca gran i lleugerament protràctil; mandíbula prominent i maxil·lar ample; dents petites, en bandes, sobre les mandíbules. Les dents de la filera anterior són caniniformes.
- Opercle amb una cresta òssia horitzontal; preopercle dentat.
- Una aleta dorsal amb una part espinosa i l'altra amb radis tous; les darreres espines de la dorsal són molt més curtes que els primers radis tous de la mateixa aleta.
- L'anal és curta.
- Aletes ventrals molt a prop de les pectorals.
- La caudal, arrodonida.
- La coloració dels joves és gris violaci (lilós) o marró violaci, amb taques o marbrejats blanquinosos, més o menys, difuses.
- Els adults són marró grisencs, amb reflexos vinosos. Les aletes senars estan orlades de blanc.

## Ecologia
Es troba a tota la Mediterrània (llevat de la part nord de l'Adriàtic i de la mar Negra) i a les dues ribes de l'Atlàntic (a la riba oriental, des del sud de Noruega fins a Sud-àfrica -incloent-hi les Canàries, Cap Verd i Tristan da Cunha-, i a la riba occidental des de Terranova fins a l'Argentina). Espècie demersal sobre fons rocallosos i sorrencs de 40 a 420 metres de fondària, encara que les seues preferències se situen entre els 100 i 200 metres.
Els adults són solitaris, mentre que els joves són gregaris i de comportament epipelàgic, ja que viuen vora dels objectes flotants i es desplacen amb ells.
Són carnívors, s'alimenten voraçment de peixos, crustacis i cefalòpodes.
La reproducció té lloc a final de primavera i a l'estiu.

## Pesca
De carn apreciada. La seua captura forma part com a subproducte de la pesca semiindustrial o esportiva. Els adults es pesquen amb palangres i xarxes de ròsec al talús, però només ocasionalment. Els joves són capturats vora els objectes flotants, amb la llampuguera. La talla mínima legal de captura és de 45 cm.